# Greers Ferry
Greers Ferry est une municipalité du comté de Cleburne, dans l’État de l'Arkansas aux États-Unis.

## Démographie
| 1970 | 1980 | 1990 | 2000 | 2010 | - |
| ---- | ---- | ---- | ---- | ---- | - |
| 389  | 558  | 724  | 930  | 891  | - |